# Episodi di Hazzard (prima stagione)
La prima stagione della serie televisiva Hazzard è composta da  13 episodi ed è stata trasmessa da CBS dal 26 gennaio 1979 all'11 maggio 1979.
| nº | Titolo originale    | Titolo italiano                      | Prima TV USA     | Prima TV Italia |
| -- | ------------------- | ------------------------------------ | ---------------- | --------------- |
| 1  | One Armed Bandits   | Slot Machine                         | 26 gennaio 1979  |                 |
| 2  | Daisy's Song        | La canzone di Daisy                  | 2 febbraio 1979  |                 |
| 3  | Mary Kaye's Baby    | Il bambino di Mary Kaye              | 9 febbraio 1979  |                 |
| 4  | Repo Men            | I castigamatti                       | 16 febbraio 1979 |                 |
| 5  | High Octane         | Whisky ad alta percentuale di ottani | 23 febbraio 1979 |                 |
| 6  | Swamp Molly         | Molly delle paludi                   | 9 marzo 1979     |                 |
| 7  | Luke's Love Story   | Una storia quasi d'amore             | 16 marzo 1979    |                 |
| 8  | The Big Heist       | La grande rapina                     | 30 marzo 1979    |                 |
| 9  | Limo One Is Missing | Cercate Limo One                     | 6 aprile 1979    |                 |
| 10 | Deputy Dukes        | Sceriffi in libertà provvisoria      | 13 aprile 1979   |                 |
| 11 | Money To Burn       | Soldi da bruciare                    | 20 aprile 1979   |                 |
| 12 | Route 7-11          | La bisca ambulante                   | 4 maggio 1979    |                 |
| 13 | Double Sting        | Poliziotti in quarantena             | 11 maggio 1979   |                 |

## Slot Machine
- Titolo originale: One Armed Bandits
- Diretto da: Rod Amateau
- Scritto da: Gy Waldron
- con Tisch Raye (Jill Rae Dodson); Ernie Brown (Dobro Doolan); Dan Fitzgerald (il pilota); Champ Laidler (Brodie); Gillaaron Houck (Leroy); Lou Walker (Workman); Dennis Haskins (Moss); Sandra Dorsey (il deputato Hazel); Ralph Pace (Harvey); Jason Lively (Rudy).

### Trama
I cugini Bo e Luke trovano una slot machine nell'auto dello sceriffo guidata dall'amico-meccanico Cooter, mentre fanno una corsa con lui. Da una soffiata al Boar's Nest, Bo e Luke rubano quelle slot machine illegali nascoste in un camion di fertilizzanti, che lo sceriffo Rosco ha acquistato per Boss Hogg, per destinare i proventi all'orfanotrofio di Hazzard e per salvaguardare l'integrità di Rosco che così prende tutto il merito, venendo rieletto sceriffo.

## La canzone di Daisy
- Titolo originale: Daisy's Song
- Diretto da: Bob Keljan
- Scritto da: Gy Waldron

### Trama
Daisy sente per radio una canzone che lei stessa ha scritto e mandato per 50 dollari ad una casa discografica di Atlanta, la Starr, senza ricevere niente in cambio. Bo e Luke vanno alla Starr per chiarimenti, ma vengono messi alla porta sotto gli occhi dell'FBI che li crede loro complici. Daisy accetta di fare da esca, presentandosi come cantante e scopre che anche Boss Hogg è invischiato in questi sporchi traffici.
- Curiosità: Bo abbandona, solo per questa puntata, la sua proverbiale camicia gialla per una vistosa camicia rossa.

## Il bambino di Mary Kaye
- Titolo originale: Mary Kaye's Baby
- Diretto da: Rod Amateau
- Scritto da: William Putnam

### Trama
Bo e Luke, guidando un'auto di Cooter, danno un passaggio a Mary Kaye, incinta di nove mesi, che ha rubato 118.000 dollari a McQuade, un gangster di Atlanta. Come se non bastasse l'auto guidata dai Duke è piena di whiskey di contrabbando. Così, mentre zio Jesse fa nascere il bambino di Mary, Luke fa esplodere l'auto con dentro soldi e whiskey, sotto gli occhi di Boss, Rosco e McQuade..
- Curiosità: In questo episodio Rosco rivela a zio Jesse (e allo spettatore) il motivo per cui è diventato un meschino (e goffo) sceriffo agli ordini di Boss Hogg: si era stancato, nella Polizia di Stato, di vedere colleghi corrotti e arrivisti fare carriera, mentre a lui, il bravo poliziotto integerrimo, è stata addirittura tolta la pensione..

## I castigamatti
- Titolo originale: Repo Men
- Diretto da: Ron Satlof
- Scritto da: Bob Clark

### Trama
Nel parco macchine di Ace Parker, Boss Hogg vuole regalare alla moglie Lulu una Rolls-Royce grigia che Parker ha appena venduto a tizi sospetti che poi risulteranno dei falsari. Parker costringerà gli ignari Bo e Luke, che vorrebbero un motore da una carcassa per vincere una gara sabato, a fare da castigamatti: cioè andare a riprendere la Rolls Royce dai falsari.

## Whisky ad alta percentuale di ottani
- Titolo originale: High Octane
- Diretto da: Don McDougall
- Scritto da: William Keys e William Kelly
- Con Carlene Watkins (Agente Roxanne Huntley); Champ Laidler (Brodie); Ralph Pace (Ed Monroe); Bob Hannah (l'inventore).

### Trama
Bo e Luke, accompagnati da zio Jesse, si presentano al nuovo agente Roxanne Huntley: devono farlo ogni 4 mesi per libertà condizionata. Lei, però, non crede alla loro innocenza e si mette a seguirli. A complicare le cose, un concorso da 20.000 dollari per un carburante nuovo e zio Jesse sa che il suo whiskey è una valida alternativa alla benzina. Lo sa anche Boss Hogg, che vuole quel distillato a tutti i costi.

## Molly delle paludi
- Titolo originale: Swamp Molly
- Diretto da: Don McDougall
- Scritto da: Katherine M. Powers

### Trama
Molly, che nel 1936 ha salvato zio Jesse dai Federali, chiede aiuto ai Duke per trasportare un furgone di whiskey di contrabbando, almeno così pare. Ma Bo e Luke, pur avendo camuffato il furgone da gelatai da Cooter, vengono scoperti da Rosco che al suo interno trova un arsenale, per la sorpresa di tutti e tre. Boss, saputa la cosa, prova a entrare in gioco.

## Una storia quasi d'amore
- Titolo originale: Luke's Love Story
- Diretto da: Hy Averback
- Scritto da: Kris Kincade, Nance McCornick e Bruce Taylor

### Trama
All'annuale gara di auto, il Derby di Hazzard, partecipa anche Amy Creevy, una ragazza dalla forte personalità che, però, è costantemente minacciata da Turk, il suo ex meccanico ed ex fidanzato. Luke proverà ad aiutarla, mentre Boss cerca di condizionare la gara in favore di Enos, perché nella coppa, destinata al vincitore, sono celate le ceneri di sua madre.

## La grande rapina
- Titolo originale: The Big Heist
- Diretto da: Bob Claver
- Scritto da: Bruce Howard

### Trama
Un giovane mascherato, Neil Bishop, rapina Boss Hogg per vendetta e fugge buttandosi nel Generale Lee guidato da Luke, inguaiando i Duke. Ma la gentilezza e la buona educazione di Neil costringono i Duke ad aiutarlo, tanto più che i soldi rapinati a Boss erano proventi di contrabbando.

## Cercate Limo One
- Titolo originale: Limo One Is Missing
- Diretto da: Don McDougall
- Scritto da: Paul Savage

### Trama
L'auto presidenziale Limo One è in transito nella contea di Hazzard. Lasciata incustodita al di fuori del Boar's Nest, l'auto viene portata via da un Cooter estasiato per il suo splendore. 
I cugini Duke si cacciano nei guai per coprire il loro amico, e come al solito Boss Hogg entra in gioco con i suoi sporchi affari.

## Sceriffi in libertà provvisoria
- Titolo originale: Deputy Dukes
- Diretto da: William Asher
- Scritto da: Paul Savage

### Trama
Due ragazze portano via i vestiti a Bo e Luke mentre fanno il bagno. Scontrandosi con Rosco, che li arresta per indecenza, Bo e Luke sono costretti a farsi vicesceriffi per andare a ritirare un pericoloso criminale, che verrà processato ad Hazzard. Ma i suoi due complici cercano di liberarlo, inoltre Mary Beth, che si finge poliziotta, vuole vendicarsi di lui perché ha mandato in prigione suo padre.

## Soldi da bruciare
- Titolo originale: Money To Burn
- Diretto da: Rod Amateau
- Scritto da: Myles Wilder e William Raynor

### Trama
Boss Hogg non vuole disfarsi di banconote consumate: fa simulare un incidente stradale da Cletus, in cui un milione di dollari in contanti verranno apparentemente bruciati, ma viene aiutato dai vicini Bo e Luke. Così Boss decide di truffare l'assicurazione, mettendo nei guai i Duke; però non tutto va liscio: né per i Duke, né per Boss Hogg.

## La bisca ambulante
- Titolo originale: Route 7-11
- Diretto da: Bob Claver
- Scritto da: Fred Freiberger

### Trama
Bo è assunto dalla bella Helen Hogan come autista di un autoarticolato, per trasportare ammortizzatori. Invece si tratta di una bisca ambulante, dove persino il povero Dewey Stovall, amico di zio Jesse, perde un'ingente somma di denaro. Ma lo stesso zio Jesse, con la sua abilità di giocatore di poker,  accompagnato da Daisy, metterà fine al casinò clandestino.

## Poliziotti in quarantena
- Titolo originale: Double Sting
- Diretto da: Gy Waldron
- Scritto da: Gy Waldron

### Trama
Bo e Luke si ritrovano in prigione per una rissa scatenata da Tom, straniero di passaggio. Lì, Tom, grazie a un'allergia, costringe il dottore a mettere in quarantena il municipio, con dentro Boss, Rosco, Enos, Bo, Luke e zio Jesse che non ci crede ed escogita la fuga, mentre i complici di Tom rapinano la banca e Daisy, che li segue. Fuggiti dalla prigione, Tom ruba il Generale Lee e i Duke dovranno cavarsela.